# Musey
I Musey sono un popolo del Ciad e del Camerun:
Stanziati principalmente lungo il fiume Logone, le loro città principali sono Gunu-Gaya e Pala nella Regione di Mayo-Kebbi Ovest in Ciad mentre nella Regione dell'Estremo Nord in Camerun stanno ai margini dei territori abitati da villaggi Massa e Gisey; la zona è attraversata da un corso d'acqua chiamato Kabbia.

## Lingua
Le lingue parlate dai Musey sono il musey, il francese e l'arabo.

## Religione
- Culto tradizionale - Animismo
- Cristianesimo (Cattolici e Protestanti)
- Islam (Sunniti)

## Galleria d'immagini

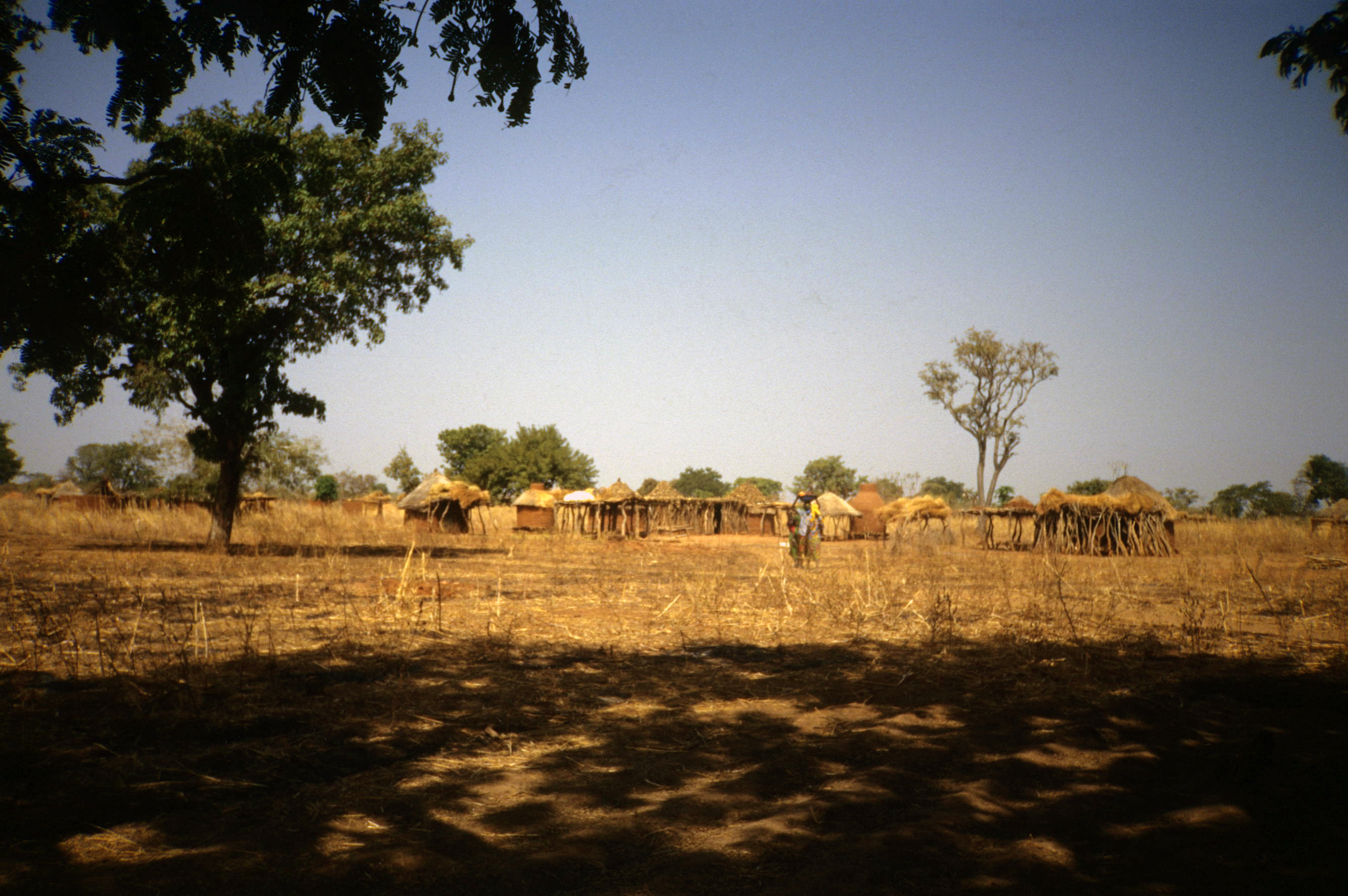
Sarè Musey con granai
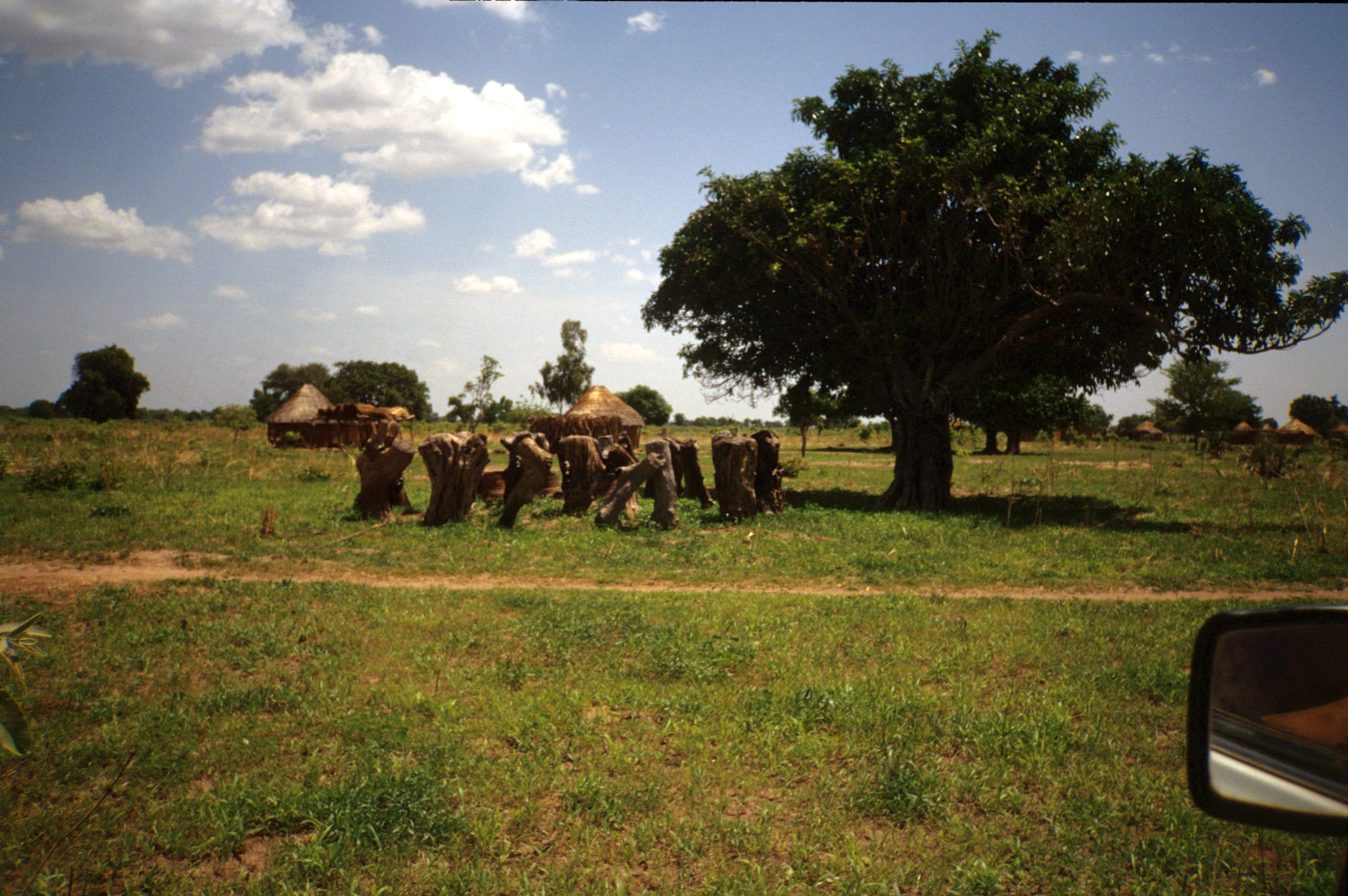
Tomba di un antenato Musey
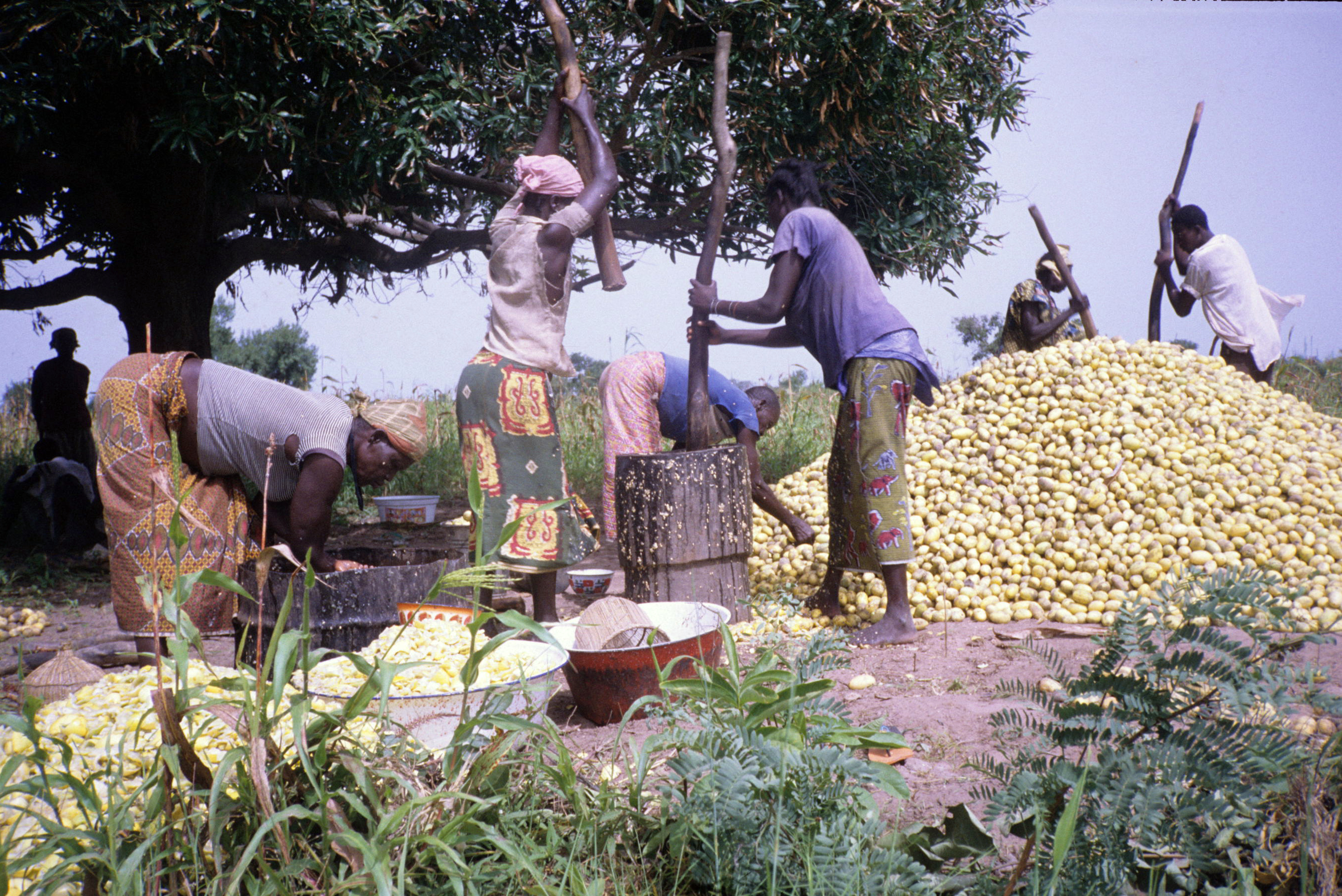
Estrazione dei semi dei cetrioli
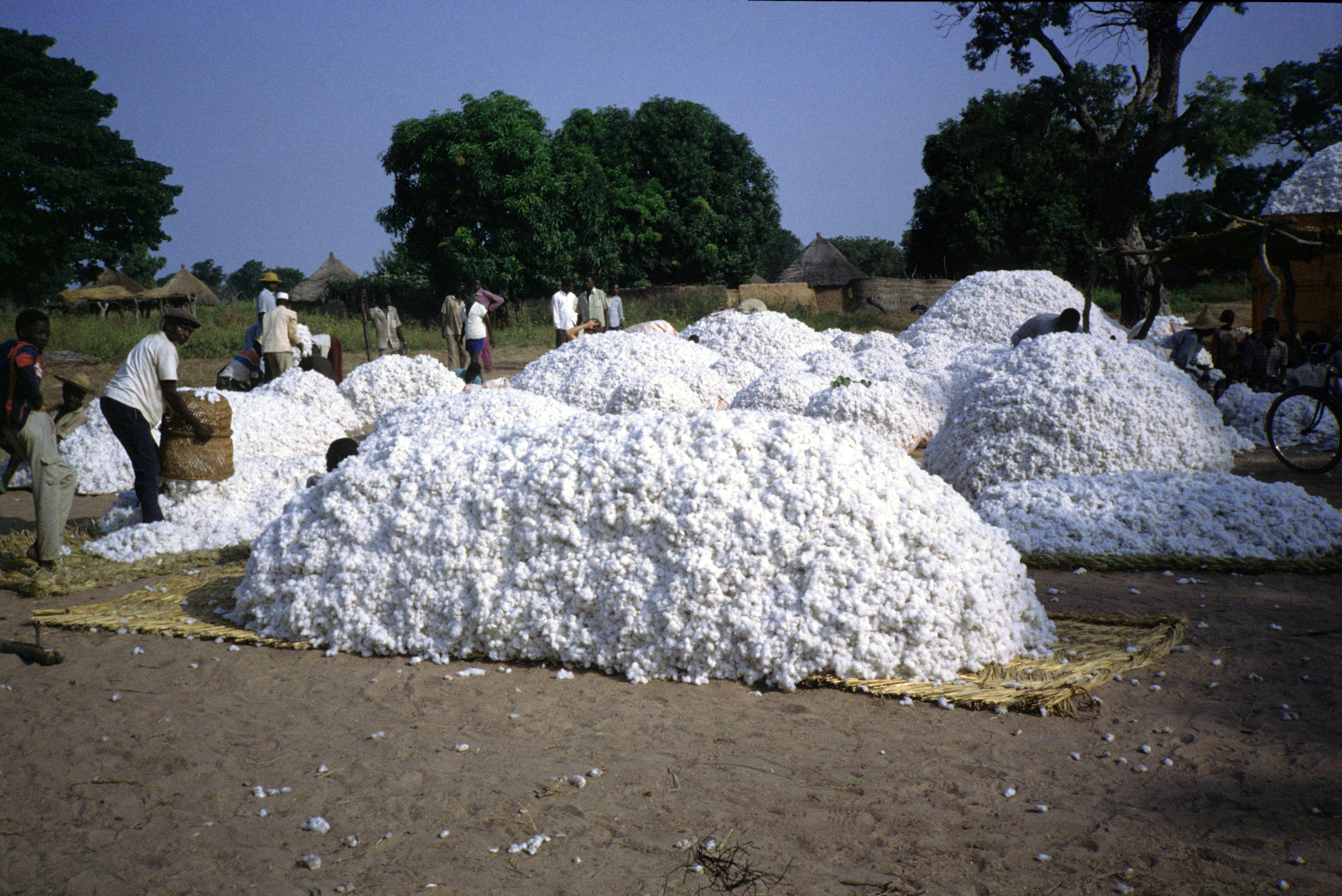
Mercato Musey del cotone
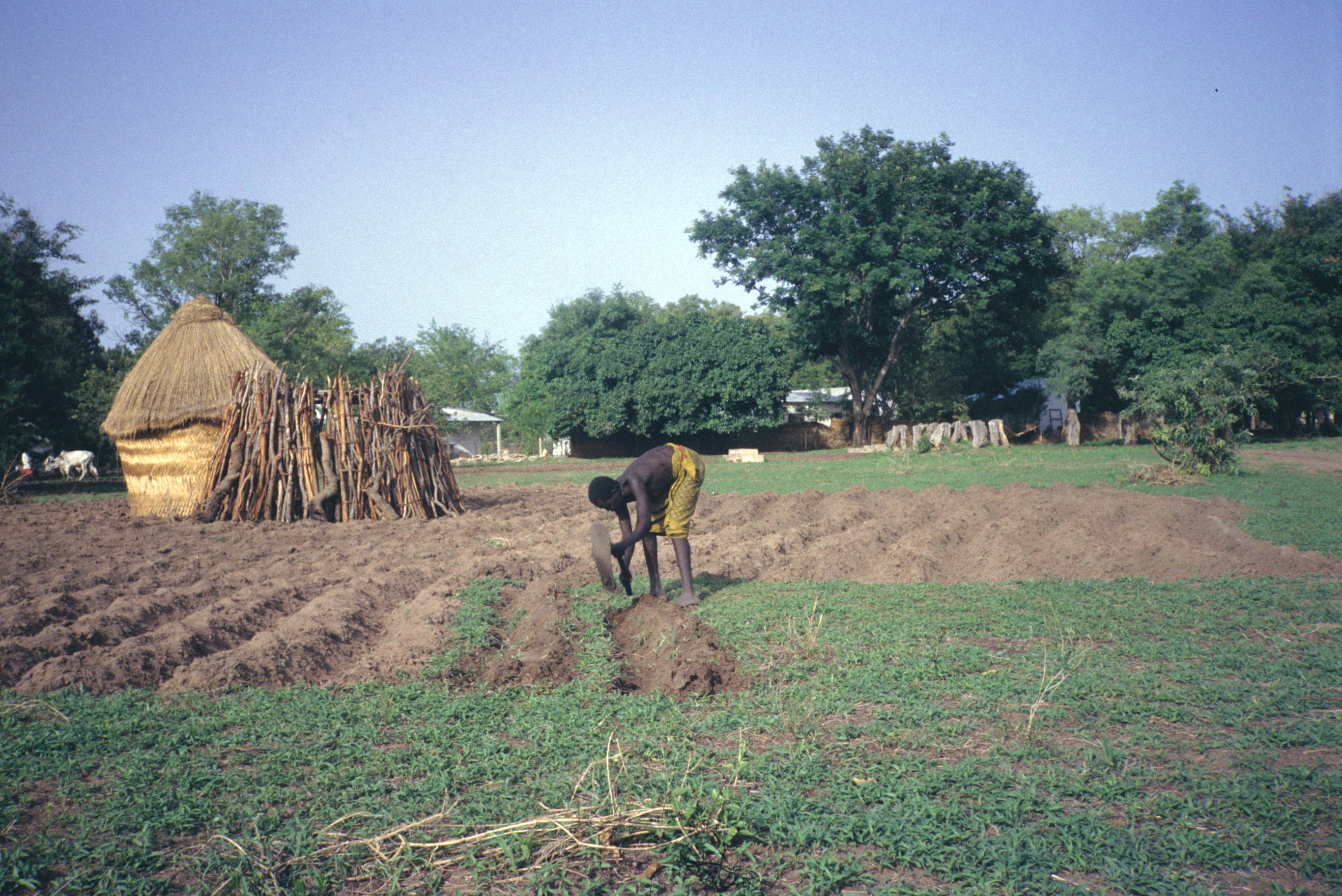
Preparazione dei solchi per la semina in un villaggio Musey
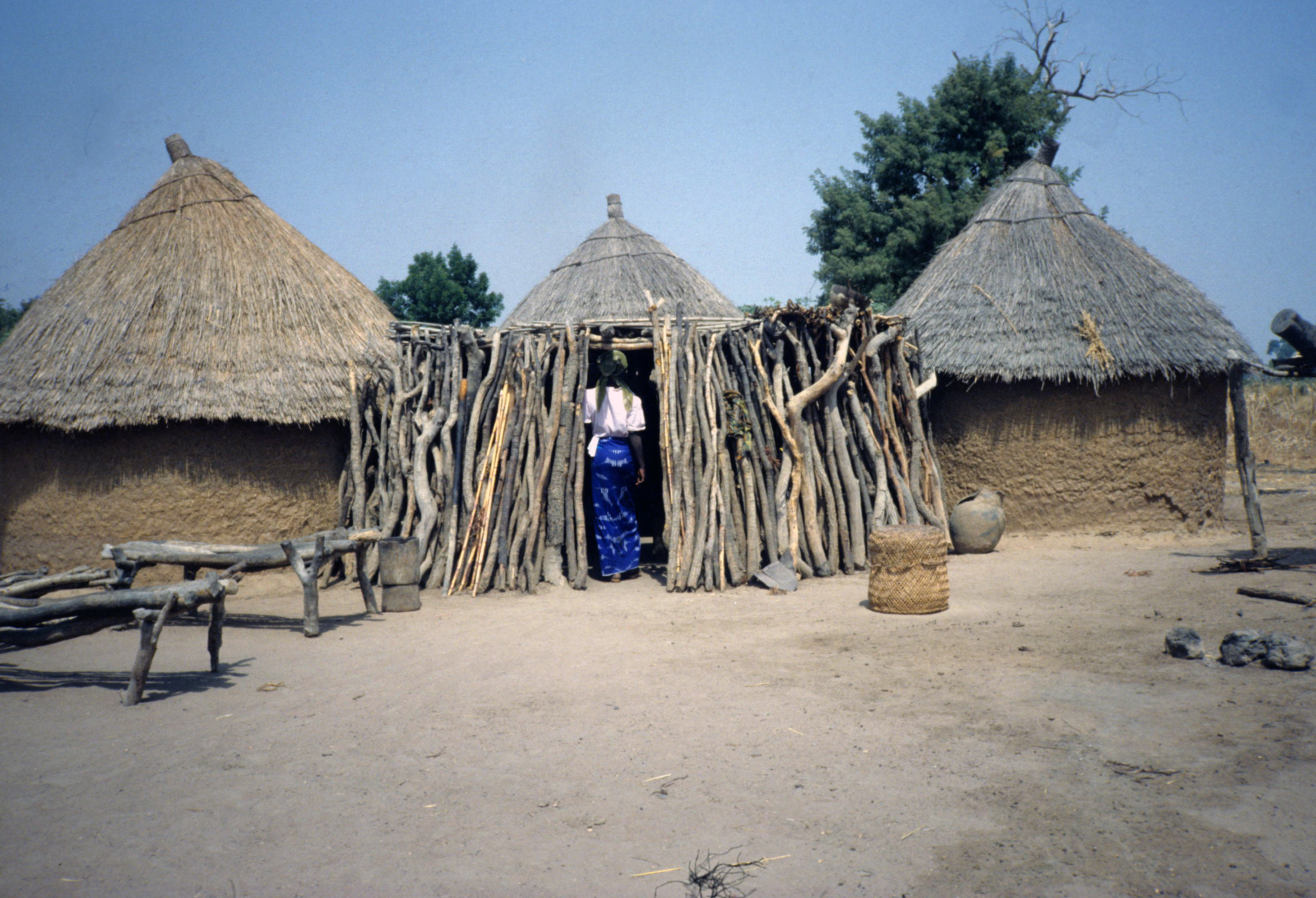
Tipica casa della donna Musey